# 中村修一
中村 修一（なかむら しゅういち、1989年1月18日 - ）は、日本の狂言師。能楽協会会員。

## 来歴
1980年 京都府に生まれる。9歳で和泉流入門後、『魚説法』『太鼓負』などに出演。
東京大学教育学部附属中等教育学校卒業後、1998年狂言師野村万作に師事。
2000年 『業平餅』稚児役で初舞台。
2003年 慶應義塾大学法学部卒業。
2016年 『三番叟』『奈須与市語』2020年 『釣狐』を披く。「狂言このあたり乃会」同人。
松尾塾伝統芸能、庄内能楽館の狂言教室を指導。
早稲田大学・共立女子大学・東京女子大学の狂言サークルを指導している。東京大学教育学部附属中等教育学校にて非常勤講師を務める。